# 碩德
硕德（?—?），又作世德、拾得，元朝札剌亦儿氏，高祖父是木华黎，曾祖父孛魯，祖父是速渾察，乃燕的儿子。
硕德聪敏有才干。忽必烈即汗位后，入宿卫，典朝仪，后为同知通政院事。曾率军击溃辽东兀者、吉烈灭两个部落的扰边，执杀其首领，招降骨嵬，被忽必烈赐予玉笠连珠束带。1287年参加征伐乃颜，后来受命出使西域，安抚诸王，屡建功勋。去世后追封鲁郡公，谥忠敏。

## 家族
- 高祖父：国王 木華黎
  - 曾祖父：国王 孛魯
    - 祖父：国王 速渾察
      - 伯父：国王 忽林池
      - 父：乃燕
        - 硕德
          - 子：別理哥帖木爾
            - 孙：中書平章政事 朵爾直班
              - 曾孙：鉄固思帖木而
              - 曾孙：篤堅帖木而

        - 弟：伯顔察儿

      - 叔：江淮行省左丞相 相威
        - 堂弟：南行台御史大夫 阿老瓦丁
          - 堂侄：集賢大学士 脱欢

      - 叔：撒蛮
        - 堂弟：江浙行省平章 脱脱
          - 堂侄：中書右丞相 朵儿只
            - 堂侄孙：翰林学士 朵蛮帖木儿
            - 堂侄孙：国王 俺木哥失里

## 延伸阅读
[在维基数据编辑]
 《新元史/卷120》，出自柯劭忞《新元史》